# Ситтард
Ситтард (нидерл. Sittard, лимб. Zitterd) — город в провинции Лимбург (Нидерланды). Входит в общину Ситтард-Гелен.
Население: 37 335 человек (2019 год).

## История
Ситтард сильно вырос с XI века и получил городские права в 1243 году. В последующие столетия городу регулярно наносились военные разрушения. В 1677 году, во время голландской войны, он был почти полностью разрушен во время пожара, начатого французскими войсками.
На протяжении столетий Ситтард входил в состав Герцогства Юлих, Нидерландской республики, Бельгии (в период 1830-39 годов) и Германского союза. Только в 1867 году город был окончательно присоединен к Нидерландам.
Лишившись статуса самостоятельной общины, Ситтард с 1 января 2001 года вместе с городами Гелен и Борн входит в состав новообразованной общины Ситтард-Гелен.

## Транспорт
Город Ситтард находится в нескольких километрах от автомагистрали A2, по которой можно добраться до Эйндховена менее чем за час и до Маастрихта за примерно 20 минут.